# Попов, Пётр Семёнович
Пётр Семёнович Попов (июль 1923, Костромская губерния — 1960, Москва) — подполковник Советской Армии, сотрудник ГРУ, первый крупный агент Центрального разведывательного управления Соединённых Штатов Америки в СССР.

## Биография
Пётр Попов родился 25 июля 1923 года вблизи Костромы в крестьянской семье. В августе 1942 года ушёл на фронт, имел награды. Великую Отечественную войну закончил офицером снабжения. Знакомые характеризовали его как скрытного, малообщительного и нервозного человека. Вместе с тем они отмечали его дисциплинированность и исполнительность. После войны Попов стал порученцем при генерале Иване Серове, заместителе Главноначальствующего советской военной администрации в Германии по делам гражданской администрации и по совместительству заместителе наркома НКВД СССР.
В 1947 году Попов окончил Военную академию тыла и снабжения. После этого по протекции Серова он поступил в Военно-дипломатическую академию, которую окончил в 1951 году. В том же году он получил назначение в Вену, в контингент советских войск в Австрии. Основной задачей Попова стала вербовка агентуры из числа граждан Австрии с целью работы против Югославии, с которой у СССР в те годы произошёл конфликт.

## Сотрудничество с американской разведкой
Существует три версии о том, как Попов был завербован агентами ЦРУ. Первая из них, американского происхождения, гласит, что он сам подбросил записку с предложением сотрудничества в автомобиль вице-консула США в Вене.
Вторая, основанная на показаниях самого Попова, гласит, что его похитили в Вене двое агентов ЦРУ, которые под угрозой тайного вывоза в США и суда над ним за шпионаж заставили его подписать акт вербовки. Третья - "медовая ловушка" - в 1953 году сотрудник ЦРУ Джордж Уильямс Кайзвальтер задействовал Гретхен Рицлер в качестве  «медовой ловушки» для вербовки в Югославии советского разведчика Петра Попова. Под видом австрийской коммунистки Гретхен Рицлер познакомилась с Поповым и вскоре соблазнила и завербовала его. С 1954 года Попов начал активно сотрудничать с ЦРУ как агент под псевдонимом «Грейспейс», по другим данным Attic.
Специально для работы с Поповым было создано спецподразделение ЦРУ SR-9 (Soviet Russia), впоследствии именно SR-9 будет руководить действиями всех агентов в СССР. Координатором его действий стал Джордж Кайзвалтер. ЦРУ щедро оплачивало услуги подполковника. В свою очередь тот выдал всех известных ему агентов в Австрии, а также систему подготовки кадров для КГБ СССР и ГРУ и организационно-штатную структуру этих ведомств. Неоднократно Попов информировал ЦРУ по всем аспектам текущей деятельности советской военной разведки в Австрии, добывая сведения с использованием служебного положения. Подполковник передал Кайзвалтеру ряд ценных сведений о советском вооружении и военной доктрине, например, копию военных уставов тех лет, схемы организации бронетанковых и мотострелковых дивизий в Советской Армии. ЦРУ сумело также получить через Попова отчёт о проведении в 1954 году на Тоцком полигоне первых в СССР военных учений с использованием ядерного оружия.
Попов, согласно его же показаниям, имел с Кайзвалтером в Австрии 9 встреч, 5 из которых прошли в 1954 году, и 4 — в 1955 году, однако, возможно, их было больше, и подполковник просто преуменьшил свою роль в шпионаже против СССР, надеясь на смягчение приговора. Когда в 1955 году СССР вывел свои войска из Австрии, Попов вернулся в Москву. Через некоторое время он получил назначение в ГДР, в город Шверин. 10 января 1956 года он вновь вступил в контакт со спецслужбами США. С апреля 1957 года Попов был переведён в Карлсхорст, где он стал работать с нелегальными разведчиками СССР в других странах, при этом продолжая сотрудничать с американской разведкой. С его помощью ЦРУ США удалось выявить ряд подобных разведчиков.

## Оперативная разработка Попова КГБ СССР. Арест, следствие и суд
В ноябре 1958 года КГБ СССР заинтересовала переписка Попова с гражданкой Австрии Эмилией Коханек, его любовницей ещё со времён службы в Австрии. Дело оперативной разработки Попова получило кодовое наименование «Бумеранг», а сам его главный фигурант — псевдоним «Иуда». По мере разработки дальнейшее пребывание подполковника в ГДР становилось всё более опасным для СССР. 24 ноября 1958 года Попов в последний раз встретился с Кайзвалтером, после чего был отозван в Москву.
23 декабря 1958 года ЦРУ совершило главную ошибку, стоившую предателю жизни, — секретарь неверно понял указание послать Попову письмо с инструкциями и отправил по его домашнему адресу в Калинин (ныне Тверь). Попова отозвали в Москву, где установили за ним плотное наблюдение. В течение января-февраля 1959 года фиксировались его встречи с агентами ЦРУ в СССР. 18 февраля 1959 года Попова задержали на Ленинградском вокзале в Москве. При обыске по месту жительства Попова в Калинине были обнаружены 20 тысяч рублей, пистолет «Вальтер», шифры, инструкции по связи с резидентурой США. Попову было предъявлено обвинение в измене Родине. Попов согласился на разведывательную игру с резидентом США в СССР Расселом Лэнжелли, работником посольства. После завершения оперативной комбинации Лэнжелли был объявлен персоной нон грата и выслан из СССР. Попов же предстал перед судом Военной коллегии Верховного Суда СССР. 7 января 1960 года он был приговорён к высшей мере наказания — смертной казни через расстрел. По воспоминаниям сотрудников КГБ СССР, после оглашения приговора к Попову подошла его жена и обозвала его мерзавцем и подонком. В том же году приговор был приведён в исполнение.

## Документальное кино
В апреле 1999 года Вахтангом Микеладзе и Валерием Удовыдченковым был подготовлен документальный фильм о Попове под названием «Путь к Трианону», показанный на ОРТ в программе «Документальный детектив». В 2007 году Микеладзе сделал актуализированное повторение того же фильма под названием «Первый советский крот» в цикле «Шпионы и предатели».